# Richard Körner
Richard Körner (Košice, 6 dicembre 1990) è un cestista slovacco.

## Palmarès
- Campionato slovacco: 2

SPU Nitra: 2008-09
Prievidza: 2015-16
- Coppa di Slovacchia: 1

Slávia TU Košice: 2018